# Frauenkirche (Drezda)
A Frauenkirche Drezda egyik legjelentősebb épülete. Egykor a Neumarkt ékessége, egész Németország egyik legszebb és legjelentősebb evangélikus temploma volt. Alapkövének letétele 1726-ban történt. Az építkezés 1743-ig tartott, és George Bähr nevéhez fűződik.
1945. február 13-án légitámadás következtében a templom teljesen kiégett és összeomlott. A romokat évtizedeken át a második világháború mementójaként hagyták meg. Az újjáépítés után a felszentelés 2005-ben történt.

## Története
Az eredeti szakrális épület George Bähr építész tervei alapján 1726 és 1743 között épült, azonban a felszentelésére korábban, 1734-ben sor került. A templom kőből épült, 96 m magas kupolája „kőharang” néven vált ismertté. Hamarosan Drezda városának egyik jelképévé vált. 1924-ben derült ki, hogy a Frauenkirche egykor Drezda egyik temetkezési helye is volt – ekkor a katakombáiban több mint 250 koporsót találtak. A második világháború alatti bombatámadás következtében, 1945. február 13-án a templom teljesen kiégett. Két nappal később a kupolája is leomlott. Ezután a Frauenkirchét évtizedeken keresztül nem építették újjá, a romokat háborús mementóként a téren hagyták. 1990. február 13-án a drezdai polgárok egy csoportja Ludwig Güttlerrel az élen felhívással lépett a nyilvánosság elé, hogy építsék újjá a Frauenkirchét. Az első visszhangok elutasítóak voltak, de 1992-ben a város önkormányzata megszavazta a templom újjáépítését, amire a pénz (több mint 100 millió euró) 600 000 adakozó által gyűlt össze. A brit hozzájárulás történelmi jelentőségű, mert a pénzadomány mellett a kupola csúcsán lévő aranykereszt elkészítését is ők vállalták. Első lépésként szétválogatták a romokat, s kiválasztották a még felhasználható darabokat. Ezeknek eredeti helyét egy számítógépes háromdimenziós szimulációs program segítségével határozták meg. A templom ugyanazokból az anyagokból, szinte ugyanazzal a technikával és az eredeti darabok felhasználásával épült újjá. A felszentelés 2005. október 30-án volt. 
Az újjáépült Frauenkirche nemcsak vallási, hanem kulturális célokat is szolgál, gyakran rendeznek benne koncerteket. Tornyaiban nyolc harang függ. A templom nemcsak Drezda, hanem az újraegyesített Németország szimbóluma is, jelképezi a békét és a kiengesztelést.

## Képgaléria

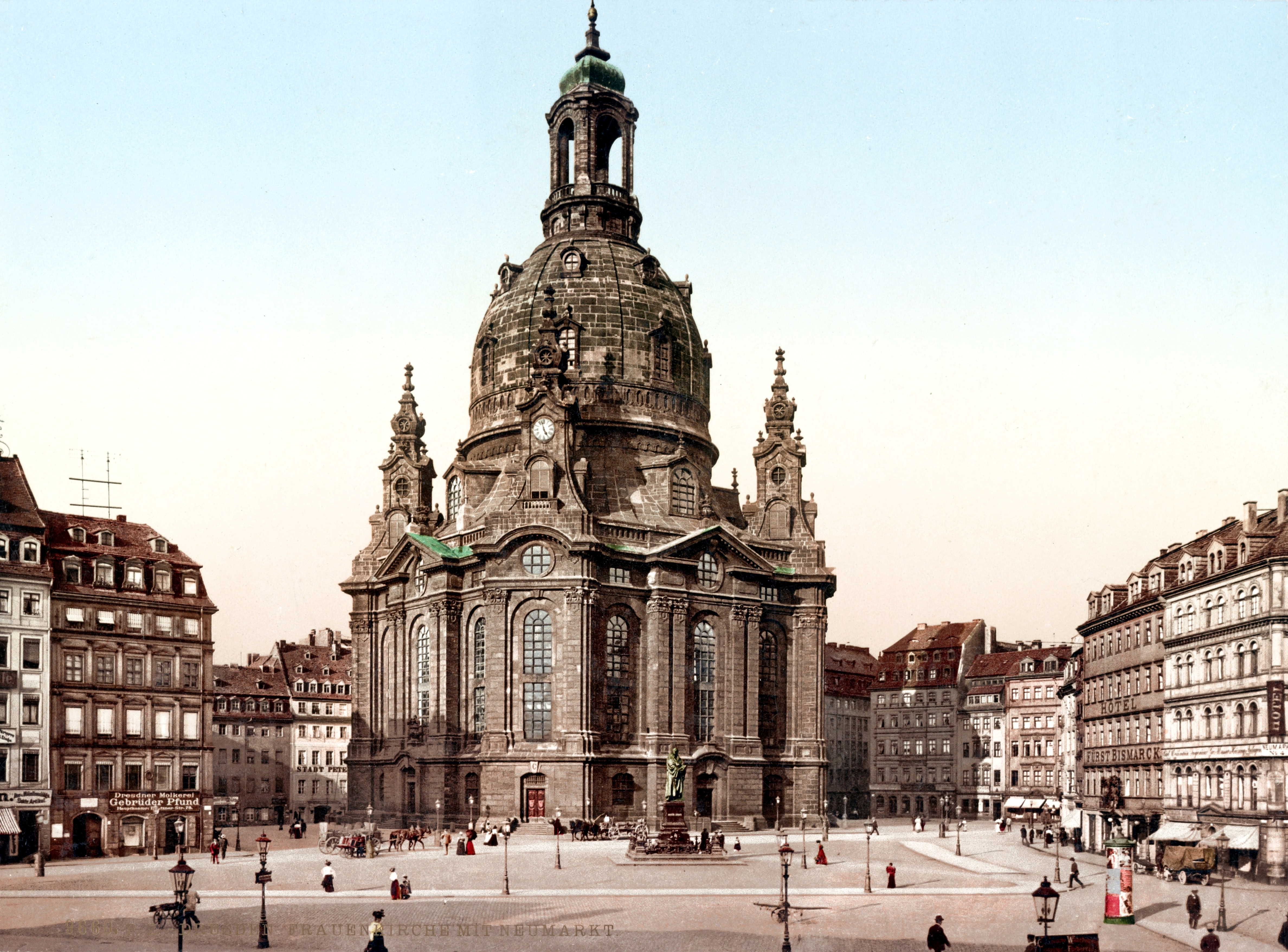
A Frauenkirche a Neumarkton 1898-ban
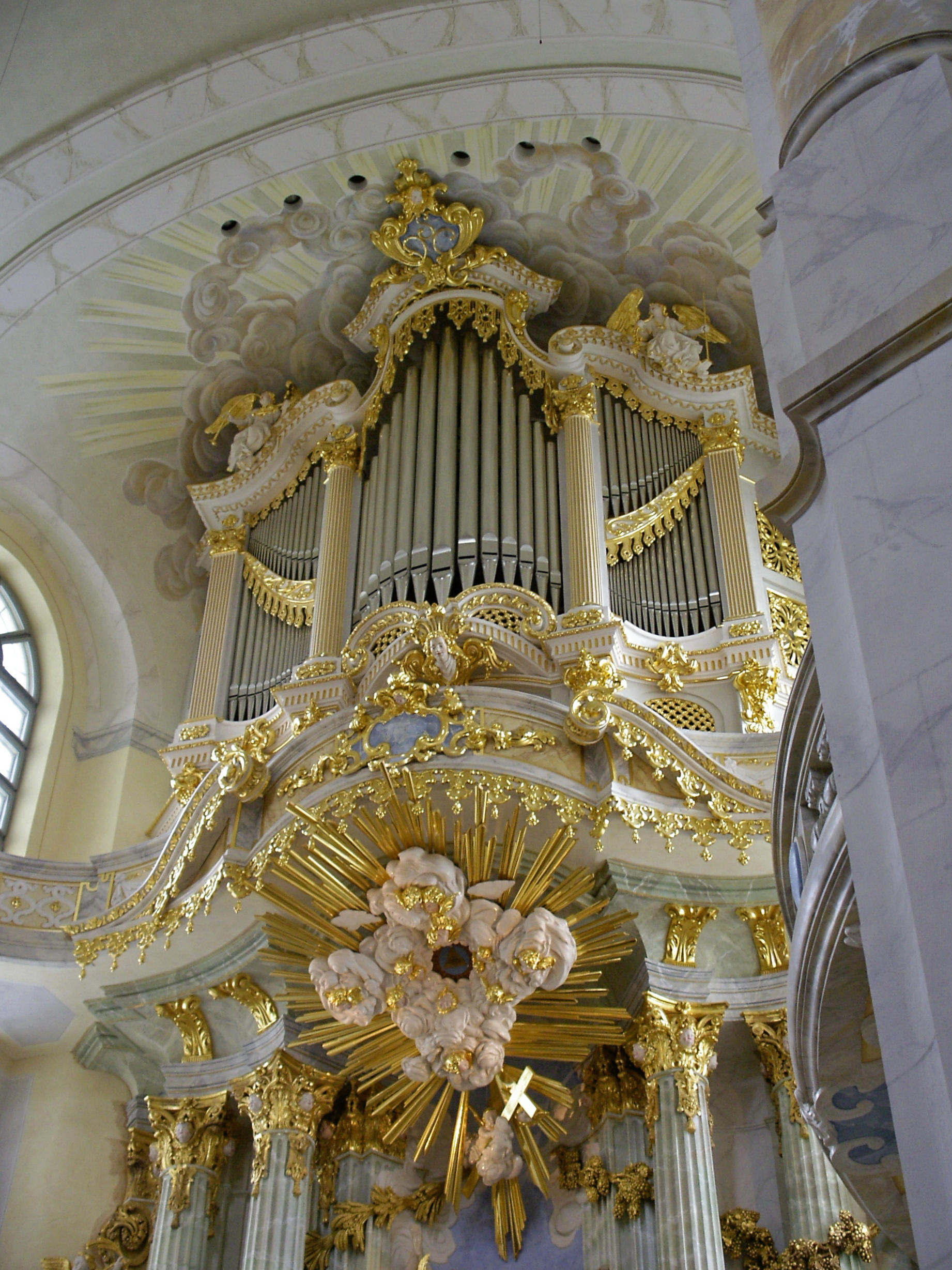
A Frauenkirche orgonája
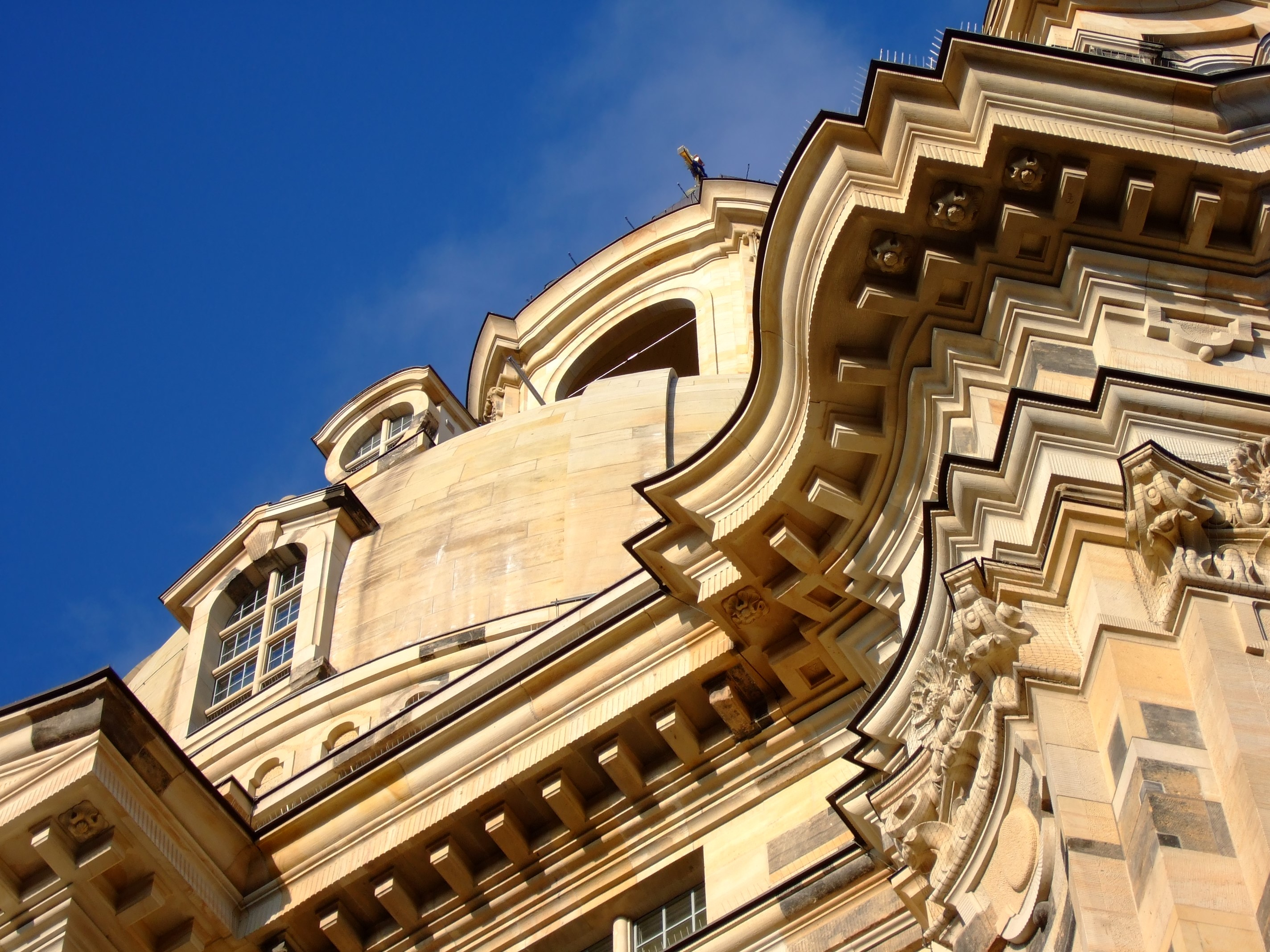
A homlokzat egyik részlete
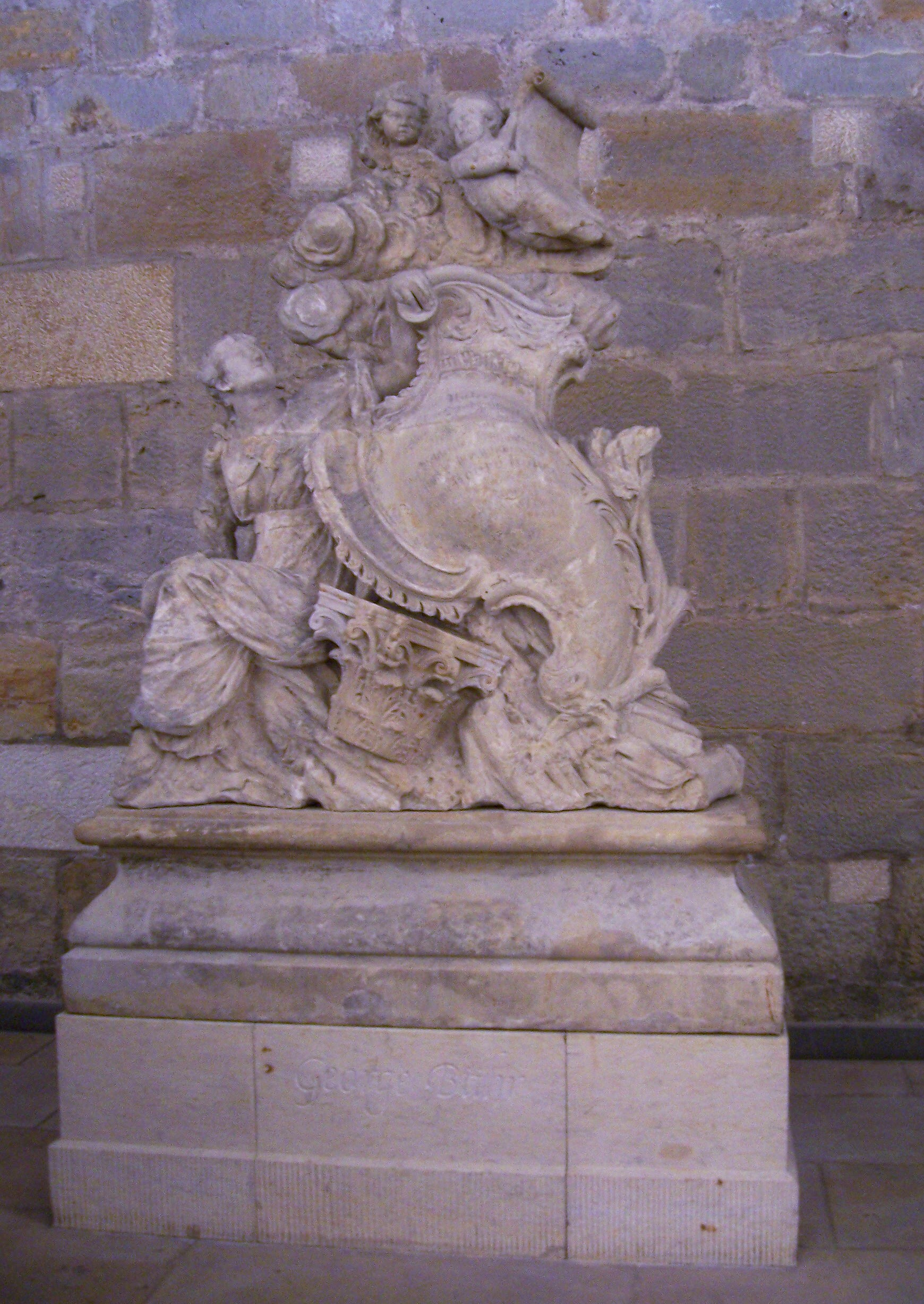
George Bähr építésznek a katakombákban található sírja